# Immutable
Immutable je deveti studijski album švedskog metal-sastava Meshuggah. Diskografska kuća Atomic Fire Records objavila ga je 1. travnja 2022. Prvi je album skupine koji nije objavio izdavač Nuclear Blast.

## O albumu
Prije objave albuma pjesme "The Abysmal Eye", "Light the Shortening Fuse" i "I Am That Thirst" objavljene su kao singlovi. Za pjesme "The Abysmal Eye" i "Broken Cog" snimljeni su glazbeni spotovi.

## Popis pjesama
| 1.    | »Broken Cog«                               | Mårten Hagström | Hagström       | 5:35 |
| 2.    | »The Abysmal Eye«                          | Tomas Haake     | Dick Lövgren   | 4:55 |
| 3.    | »Light the Shortening Fuse«                | Hagström        | Hagström       | 4:28 |
| 4.    | »Phantoms«                                 | Haake           | Lövgren, Haake | 4:53 |
| 5.    | »Ligature Marks«                           | Hagström        | Hagström       | 5:13 |
| 6.    | »God He Sees in Mirrors«                   | Haake           | Lövgren        | 5:28 |
| 7.    | »They Move Below« (instrumentalna skladba) |                 | Hagström       | 9:35 |
| 8.    | »Kaleidoscope«                             | Haake           | Lövgren, Haake | 4:07 |
| 9.    | »Black Cathedral« (instrumentalna skladba) |                 | Hagström       | 2:00 |
| 10.   | »I Am That Thirst«                         | Haake           | Hagström       | 4:40 |
| 11.   | »The Faultless«                            | Haake           | Hagström       | 4:48 |
| 12.   | »Armies of the Preposterous«               | Haake           | Lövgren, Haake | 5:15 |
| 13.   | »Past Tense« (instrumentalna skladba)      |                 | Hagström       | 5:46 |
| 66:43 |                                            |                 |                |      |

## Recenzije
Immutable je dobio pohvale kritičara. Na internetskom mjestu Metacritic dana su mu 83 boda od njih 100. Thom Jurek iz AllMusica dao mu je četiri zvjezdice od njih pet i napisao je: "Na kraju svega, Immutable nudi samu Meshugginu srž. Iako se [članovi] osjećaju udobno u svojoj koži, i dalje šire svoj utjecaj uništavajući – kvragu, gotovo proždirući – granice metala u dugoj i nemilosrdnoj potrazi za neotkrivenim." Max Heilman iz časopisa Exclaim! dao mu je osam od deset bodova i izjavio je: "Meshuggah se vratila da bi se dojmila sebe, a ne koga drugoga. Ovo je glazba koju voli svirati. Jednostavno se poklopilo da ne zvuči ni poput čega drugoga u metalu. Nakon tridesetak godina provedenih u igri Meshuggah nije utažila svoju žeđ za tektonskim bjesnilom niti joj je presušilo vrelo glazbenih vještina."

## Zasluge
| Meshuggah - Jens Kidman – vokal, produkcija; snimanje i tonska obrada vokala - Dick Lövgren – bas-gitara, produkcija - Tomas Haake – bubnjevi, produkcija, umjetnički direktor, dizajn omota - Mårten Hagström – gitara, produkcija - Fredrik Thordendal – gitara; snimanje gitarskih solodionica i ostalih dionica | Ostalo osoblje - Rickard Bengtsson – produkcija, miksanje, tonska obrada - Staffan Karlsson – miksanje, tonska obrada - Joakim Dahlström – tonska obrada - Vlado Meller – masteriranje - Jeremy Lubsey – pomoć pri masteriranju - Luminokaya – ilustracije, umjetnički direktor, dizajn omota |